# Vaalrivier

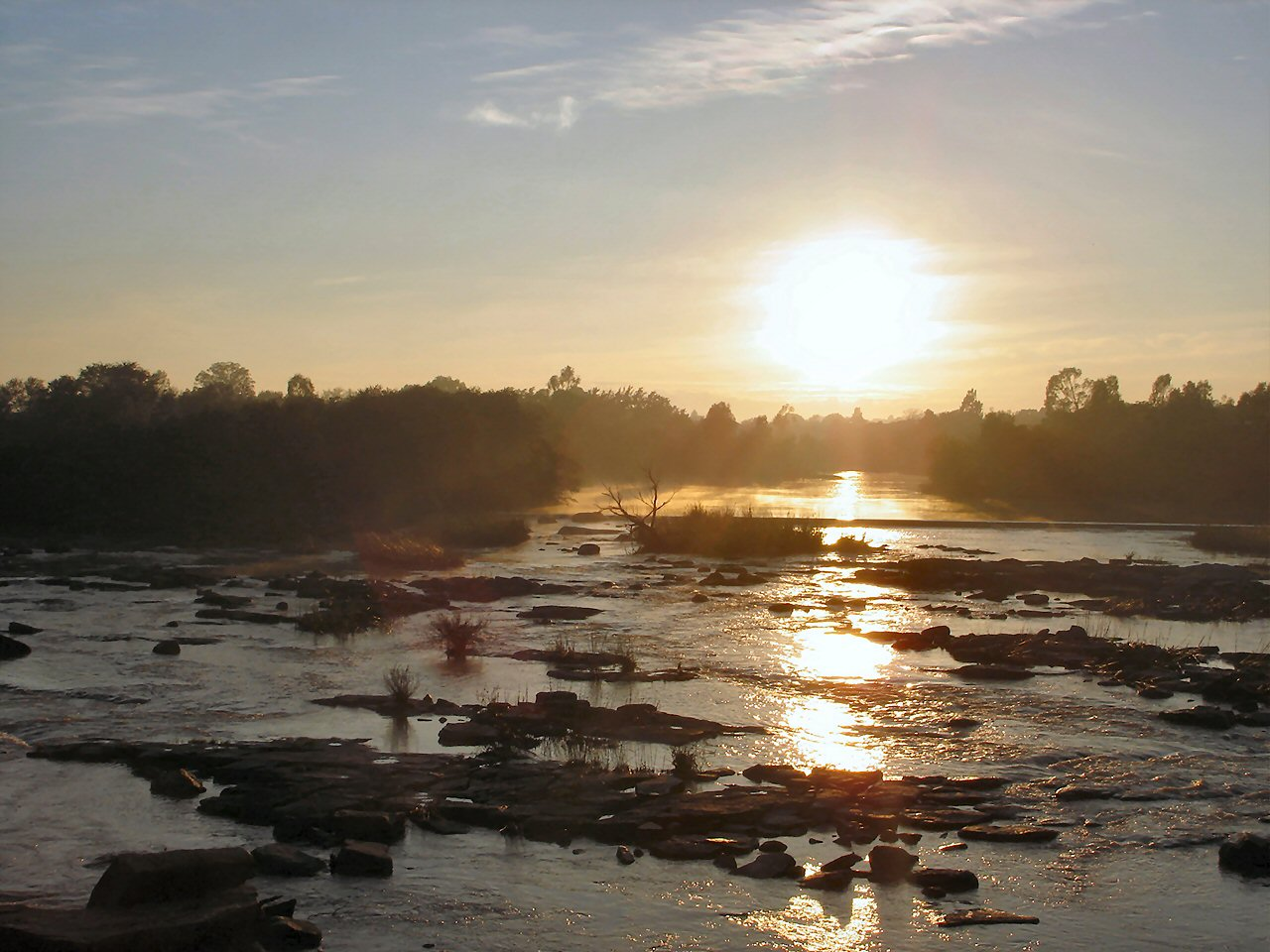
De Vaalrivier stroomt breed bij Parys.

De Vaalrivier is de grootste zijrivier van de Oranjerivier in Zuid-Afrika.
De rivier ontspringt in de Drakensbergen, ten oosten van Johannesburg, en vormt de grens tussen de provincies Mpumalanga en Vrijstaat, voor ze samenvloeit met de Oranjerivier bij Douglas ten zuidwesten van Kimberley. De naam Vaalrivier wijst naar de vaalgrijze kleuren van het water tijdens het overstromingsseizoen wanneer veel slib in de rivier meestroomt.
- Gemeinsame Normdatei: 4119331-3
- Virtual International Authority File: 315527802